# Château d'Aicha vorm Wald
Le château d'Aicha vorm Wald est le seul Wasserschloss (château entouré d'eau) de la Forêt de Bavière (sud de l'Allemagne). Il se trouve à la limite du village d'Aicha vorm Wald sur une hauteur dominant la vallée de la Gaißa.

## Historique
Une tour dans la paroisse d'Aicha, appartenant au comté de Hals, est mentionnée pour la première fois au XIVe siècle. La famille von der Pfeil l'obtient en fief en 1360. Le petit château fort passe aux seigneurs Püchler von Weideneck au début du XVIe siècle, puis par mariage en 1540 aux Siegertshofer. Anton von Siegertshofer meurt en 1548, Kaspar von Siegertshofer en 1562 et son épouse Susanna en 1565. Il entre en possession des seigneurs von Stoer qui lui donnent son aspect actuel vers 1580.
Le conseiller du prince-évêque, le baron Kaspar von Schmidt zu Sulzbach, l'achète en 1682. Il passe ensuite à différentes familles de la noblesse locale (von Rehling, von Asch, von Hackledt, von Schönhueb). En 1776, le baron von Schrecksleb fait aménager une chapelle à l'étage supérieur du château. En 1792, le château est acquis par le baron Joseph Anton von Hackfeldt, puis en 1800 à son héritier, le baron von Peckenzell. Il est acheté en 1816 par un entrepreneur de teintureries, Friedrich Zaspel, tandis que les terres seigneuriales sont vendues à la famille von Hueb. 
En 1952, le château entre en possession du prince Alexis von Croÿ (1910-2002), chassé de ses possessions de Bohême par le régime communiste. Le château appartient aujourd'hui à ses descendants.
Une maison d'hôtes est ouverte dans une partie du château. Le château rectangulaire est flanqué à l'est de petites dépendances qui forment une cour intérieure délimitée par des arcades Renaissance. La tour se trouve du côté nord.

## Source
- (de) Cet article est partiellement ou en totalité issu de l’article de Wikipédia en allemand intitulé « Schloss Aicha vorm Wald » (voir la liste des auteurs).